# Lachapelle (Tarn-et-Garonne)
Lachapelle ist eine französische Gemeinde mit 119 Einwohnern (Stand 1. Januar 2022) im Département Tarn-et-Garonne in der Region Okzitanien. Sie gehört zum Arrondissement Castelsarrasin und zum Kanton Garonne-Lomagne-Brulhois. 

## Lage
Nachbargemeinden sind Mansonville im Norden, Saint-Jean-du-Bouzet im Osten, Puygaillard-de-Lomagne im Südosten, Poupas im Süden, Miradoux im Südwesten und Peyrecave im Westen. Das Gemeindegebiet wird im Südosten vom Flüsschen Cameson durchquert, ganz im Nordwesten verläuft der Arrats.

## Bevölkerungsentwicklung
| Jahr      | 1962 | 1968 | 1975 | 1982 | 1990 | 1999 | 2006 | 2015 |
| --------- | ---- | ---- | ---- | ---- | ---- | ---- | ---- | ---- |
| Einwohner | 245  | 234  | 174  | 133  | 117  | 118  | 109  | 116  |